# 조선에스페란토협회
조선에스페란토협회는 조선민주주의인민공화국의 에스페란토 협회이다. 1959년에 설립되었고 창설된 후 650명 이상의 수강생이 제1회 에스페란토 강습회를 수강하였다. 1964년에는 에스페란토-조선말 사전을 출간했고 당시 평양에서 에스페란토 라디오 방송을 송출하였다. 지금은 북조선의 에스페란토 활동이 잘 이루어지지 않고 있으나 주 네팔 조선 대사관에 의하면 지금도 북조선에서 적은 숫자의 에스페란티스토들이 있다고 하였다.

## 같이 보기
- 한국에스페란토협회